# Cuarenta y uno
El cuarenta y uno (41) es el número natural que sigue al cuarenta y precede al cuarenta y dos.

## Propiedades matemáticas
- Es el 13.er número primo, después del 37 y antes del 43, con el cual forma un par de números primos gemelos.
- Es un número primo de Sophie Germain
- Es un número primo de Newman-Shanks-Williams
- Número primo fuerte
- En el polinomio {\displaystyle f(n)=n^{2}+n+41}, da primos si -1 < n < 40.[1] Luego f(0) = 41
- El 41 es un número primo resultado de la suma de los seis primeros números primos (2+3+5+7+11+13).
- Cabe esta suma de cuadrados perfectos: {\displaystyle 40^{2}+9^{2}=41^{2}=1681}, además 16, y 81 son cuadrados perfectos y todo el numeral 1681[2]
- Se cumple la igualdad numérica {\displaystyle 41=21^{2}-20^{2}=441-400}
- 41 como media aritmética que simplifica producto: 41 es media aritmética de 47 y 35; el producto 47×35 = (41+6)×(41-6)= 412-62= 1 845
- 41 integra la sexta terna pitagórica primitiva: (9 ; 40; 41) si dichas ternas se ordenan por la longitud correspondiente de la hipotenusa.
- 41 es un primo de Eisenstein, lo que dice que sus únicos divisores son sus asociados o las unidades del anillo de enteros de Eisenstein [Z(ω)]]
- Es un número primo pitagórico
- Dado que {\displaystyle (7-{\sqrt {6}})\times (7+{\sqrt {6}})=41}, el número 41 no es primo en el anillo Z[{\displaystyle {\sqrt {6}}}], por ser factorizable.
- 6 es la raíz primitiva módulo 41[3]
- Según un teorema de Fermat, que dice que un primo de la forma 4j+1 ( j entero) es una suma de dos cuadrados, resulta que 41 = 42 +52

.

## Química
- 41 es el número atómico del niobio (Nb).

## Astronomía
- Objeto astronómico del catálogo Messier M41 es un cúmulo abierto en la constelación de Canis Major.
- Objeto astronómico del Nuevo Catálogo General NGC 41 es una galaxia espiral localizada en la constelación de Pegaso.